# Варјаш
Варјаш (рум. Variaş) је насеље и седиште истоимене општине, која припада округу Тимиш у Румунији. Насеље је значајно по присутној српској националној мањини у Румунији.

## Положај насеља
Село Варјаш се налази у источном, румунском Банату, између Темишвара и Арада. Село је у Поморишју. Удаљено је око 30 км од Темишвара на север. Сеоски атар је у равничарском делу Баната.

## Историја
По "Румунској енциклопедији" први писани помен места потиче из католичких списа 1333. године. Од ослобођења Баната насељавају се ту Срби и Немци.
Српски властелин Димитрије Овчаревић имао је неколико поседа у Угарској. Добио је од угарског краља око 1556. године између осталих и спахилук Варјаш. Српски становници са попом записани су у Катастигу манастира Пећке патријаршије 1660. и 1666. године. По царском ревизору Баната Ерлеру 1774. године у Варјашу, месту у Сентандрашком округу, живи измешано становништво Срба и Румуна. Немци су колонизовани од 1786. године. Свака нација је током 19. века имала своју улицу: Влашка, Српска и Централна (немачка). Митрополијски попис из 1865. године показује да у месту тада 1.914 православних Срба, а Румуни се не помињу; није још извршена подела. То је надалеко цењена парохија прве класе. Између два пописа 1847. и 1867. године, примећује се опадање броја становника: са 2.112 спао је на 1.911 православних душа. У Варјашу се помињу највиђени мештани као купци једне књиге 1847. године: Радован Милутиновић кнез, Јован Милованов и Јован Степанов - ушкути (поротници), Јован Марић сиротињски отац (старатељ сирочади), Теодор Миладиновић учитељ, поп Арсеније Николић парох, поп Павел Ивковић администратор и катихета, Јован Жупунски епитроп, Јанат Цоција црквени син (црквењак) и Тодор Недељковић кројач.
Као претплатник једне књиге јавља се у Варјашу 1870. године Пера Ивковић свршени правник, син пароха. Пет година касније, 1875. године претплатник новосадског листа "Глас народа" био је Јован Форовић из Варјаша. Тај земљепоседник варјашки Форовић је остао упамћен по томе што је 1864. године, бесплатно на својој лађи, низ Дунав преселио Матицу српску, из Пеште у Нови Сад. Био је до своје смрти 1901. године редован члан Матичин. Српске читаоница у Варјашу се помиње као активна 1904. године.
Постојала је 1905. године "Варјашка Српска штедионица деоничарско друштво", на чијем челу су били: управитељ Младен Ћирићан, благајник Радован Бељин и књиговођа Станимир Милутиновић.
Када је умро почетком 1901. године Светозар Милетић, Срби Варјашани су у околини предњачили по исказаном пијетету. Стигло је листу "Застави" у Нови Сад из тог села неколико брзојава, и то од: Милетићевог ујака Јоце, Варјашке српске штедионице, Српске црквене општине, Читаонице у Варјашу и група житеља - Јована Стојановића, Борислава Фириђхазија и Милана Павловића.
Године 1905. Варјаш је велика општина у Винганском срезу. Ту живи 4.961 становник у 855 домова, а Немци су у већини. Срба има 1.909 православних душа (или 38%) са 328 кућа. Од српских јавних здања помињу се православна црква и две народне школе. Место има добре комуникације са светом, поред ПТТ инфраструктуре има и жељезничку станицу.
Дана 29. априла 1930. године избио је велики пожар у Варјашу, који се налази близу државне границе. У ватри је уништено 6 кућа и 12 зграда, а 15 породица је изгубило кров над главом. У гашењу су учествовали ватрогасци из осам околних места. Штета је била процењена на 10 милиона леја, јер је страдала велика количина жита.

## Становништво
По последњем попису из 2002. године село Варјаш имало је 4.048 становника. Последњих деценија број становника стагнира.
Село је некада било вишенародно, што је и данас, али су некад малобројни Румуни постепено постали већина. Месни Срби су данас малобројнији неко некада. Национални састав на појединим пописима био је следећи:
| Година пописа | 1910. год.    | 1992. год.    | 2002. год.    |
| Укупно ст.    | 4.400         | 4.030         | 4.048         |
| Срби          | 1.893 (43,0%) | 737 (18,3%)   | 502 (12,4%)   |
| Румуни        | 13 (0,2%)     | 2.489 (61,8%) | 2.771 (68,5%) |
| Немци         | 2.370 (53,9%) | 69 (1,7%)     | 34 (0,8%)     |
| Мађари        | 112 (2,5%)    | 443 (11,0%)   | 379 (9,4%)    |
| остали        | 12 (5,1%)     | 292 (7,2%)    | 362 (8,9%)    |

## Религија
Прву варјашку цркву предање помиње тек у другој половини 16. века, и токао плетеру, на око 300 м источно од садашње. Података о месним свештеницима има из 1660, затим 1666, а о цркви тек из 1758. године: посвећена Преносу моштију Светога Оца Николаја, била је од цигала, са двоја врата и шест прозора, покривена шиндром, патосана даском; имала је торањ од дрвета, а у унутрашњости - темпло од дасака и двадесетак икона. Приликом ушорења села порушена је та, махом већ дотрајала црква; место где се налазила обележено је пирамидом са крстом при врху, коју мештани зову Црквицом.
Парохијско звање је основано 1768. године, и матичне књиге се воде у Варјашу од 1769. године. Када је 1797. године пописан православни клир ту су била четири свештеника. Пароси, поп Михаил Николић (рукоп. 1764), поп Јевтимије Поповић (1788), капелан поп Максим Милутинов (1791) и ђакон Арсеније Николић (1791) знали су српски и румунски језик. У месту је 1846. године било 2.112 парохијана, а пароси су били стари поп Арсеније Николић и Павел Јоковић. Угарско министарство вероисповести и јавне наставе дотирало је 1870. године црквеној општини у Варјашу 250 ф. за куповину парохијског дома.
Стари варјашки парох протојереј Павле Ивковић умро је децембра 1887. године са 84 године живота, у месту. Био је родом из Новог Сада, и после 16 година учитељевања у Футогу, Старој Паланци и Араду, био је у Варјашу рукоположен за свештеника. Био је варјашки парох 44 године и конзисторијални "приседник" (члан). У Варјашу је 1898. године од стране епархије одређено да има две парохије, обе четврте платежне класе. Ивковићев колега, такође старац од 80 лета поп Захарије Стојановић 1899. године је обележио 52 године свештеничке службе. Јануара 1891. године расписан је стечај за пароха у другој варјашкој парохији. Септембра исте године биран је нови капелан. Та црквена општина је сматрало се 1893. године, била једна од најбогатијих у темишварској епархији. Варјаш почетком 20. века има српску црквену општину, скупштина је редовна под председништвом Луке Лепојевог. Парохија је највише прве платежне класе, има парохијски дом и парохијску сесију која износи 30 кј. земље. Постоји српско православно гробље, а црквено-општински посед је од 17 кј. земље. Године 1907. у Варјашу је био свештеник Александар Грујић родом из Темишвара, који је још 1892. године био потврђен за капелана, када је дошао из Рудне. Грујић је 1909. године уплатио за Српски учитељски конвикт у Новом Сад, чланарину 100 круна.
Садашње црквено здање, једно од најпространијих међу српским православним црквама у Румунији, почело се градити 1823. године; црква је освећена 1827. године, посвећена празнику Летњем Светом Николи. Иконостас је рађен 1861—1862. године, од стране иконописца Николе Алексића. Сам темпло су резбарили чувена браћа Јанић, а позлатио златар Никола Дерешће. Солидно грађена, црква је добро одолевала времену. Грађевински радови у варјашкој цркви извођени су 1897. године, са одобрењем епархијских власти. Опсежнија оправка предузета је тек 1909. године: иконостас је очишћен, свод над солејом пресликан, лађа цркве поново молована; торањ је покварен и нов подигнут по нацрту архитекта Момчила Тапавице. Зграда је сада у добром стању, има споља облик лађе, унутра облик крста, лучну олтарску апсиду и високи торањ у наставку пронаоса. На западној фасади истављене су две спомен-плоче са именима Срба мештана погинулих у светским ратовима. У торњу постоје четири звона и сатни механизам.
Најстарија богослужбена књига је Четвороеванђеље штампано 1562. године у манастиру Мркшина Црква; остале су већином из 18. и 19. века.
Године 1935. варјашко "Певачко друштво 'Орао'" је након посете Опленцу и маузолеју Карађорђевића, одржало у Београду концерт, заједно са другим српским друштвима из Румуније.

## Образовање
Основна школа у Варјашу је регистрована 1753. године. Помињу се 1793. године српска и немачка школа. Купац једне књиге из Варјаша је 1824. године био Сима Милинковић учитељ (то и 1827). Први званичан податак о српској народној школи је из 1846. године, када исту похађа 76 ученика, којима предаје учитељ Теодор Миладиновић. После подржављења народних школа 1877. године, она у Варјашу остаје по карактеру иста - српска вероисповедна. Због повећања броја ђака, којих по закону долази по 80 на једног учитеља, морао се повећавати број "школа" - односно разреда. То је водило варјашку општину до осиромашења. Постављен је 1866. године за варјашког учитеља Алекса Арновљановић. Завршио је четири разреда гимназије и Сомборску препарандију. Проглашен је за квалификованог учитеља у сеоској основној школи. Септембра 1882. године била је постављена као привремена приправница учитељица Милана Кировић. Варјашки школски одбор је расписао јануара 1883. године стечај за слободна места учитеља и учитељице, са основном платом од 300 ф. годишње. У српској школи у Варјашу 1883. године као привремена учитељица и претплатник "Школског листа" постављена је Софија Новковић. Те године је био расписан конкурс за једног учитеља у Варјашу, који није претходне године примљен. Постављен је онда приправник Коста Петровић као привремени. Новембра 1884. године издати су дотад привременим учитељима декрети. Године 1894—1898. у Варјашу је учитељ Коста Вујковић. Он је био перовођа месног Школског одбора 1897. и 1898. године када је расписан стечај за "новоустановљено" место учитеља. Понуђена основна плата износила је 300 ф. годишње. Епархијски школски савет је 1907. године, дозволио да се једно тражено учитељско место укине, а истовремено два нова места систематизују. Учитељско тело варјашко чинили су 1907. године учитељи: Петар Лекић родом из Баваништа (1900. добио декрет, био до пензионисања 1907), Љубица Петковић родом из Панчева (ту је годину дана) и Јулијана Чабдарић учитељица и забавиља, родом из Сомбора (служи ту већ једну годину). Забавиште тада похађа 76 малих ђака, редовну наставу прати 195 ученика, а у недељну школу иде 79 ученика старијег узраста. У туђе школе у месту одлази деветоро српске деце. Четврта варјашка школа је припремана 1908. године за отварање. Учитељ варјашки је 1907. године постао Станимир Теодоровић, дошао на место учитељице Петковић. Теодоровић је остао у месту и након Првог светског рата и разграничења, где је и умро 1929. године. Када је 1918. године задесила велика глад Херцеговину, посредством православне цркве и хуманих друштава, слата су деца у Банат и размештана код имућних породица на опоравак. Једна група те деце је била распоређена у Варјашу, од којих једна девојчица од пет година Боса, дата је старом варјашком учитељу Тодоровићу, да се брине о њој. Није се знало одакле је и ко су јој били родитељи. Када је 1929. године старатељ иначе самац умро, остала је она без иког свог у Варјашу, који је тада већ остао у другој држави, Румунији. Наредне 1908. године уместо пензионисање учитељице Софије Вујичић, постављена је као привремена Зорка Шајковић. Српско православно забавиште помиње се 1912. године, а у њему ради забавиља удовица Милица Малеташки.

## Познате личности
- Горан Мракић, српски песник и афористичар
- Срђан Лукин, румунски фудбалер